# ソ連・ロシア海軍航空母艦一覧
ソ連・ロシア海軍航空母艦一覧をここに示す。
ソ連海軍は1960年代より、洋上航空兵力整備の一環として、航空母艦戦力の整備に乗り出した。まず、ヘリコプター搭載のモスクワ級ヘリコプター巡洋艦を整備し、続いてV/STOL空母であるキエフ級航空母艦を整備している。大型空母であるアドミラル・クズネツォフ級重航空巡洋艦の戦力整備途中で、ソ連が崩壊した。そのため、アドミラル・クズネツォフ級の2番艦は建造中止となっている。
2013年現在、ロシア海軍は航空母艦として「アドミラル・クズネツォフ」のみを保有している。なお、モントルー条約を考慮し、艦の公式分類は航空母艦ではなく巡洋艦となっている。

## 艦級別分類
括弧内は運用時期
- モスクワ級ヘリコプター巡洋艦
  - モスクワ （1967年-1996年）
  - レニングラード （1968年-1991年）
- キエフ級航空巡洋艦
  - キエフ （1975年-1993年）
  - ミンスク （1978年-1989年）
  - ノヴォロシースク （1982年-1991年）
  - バクー （1985年-1995年、1990年にアドミラール・フロータ・ソヴィェーツコヴォ・ソユーザ・ゴルシュコーフに改名）
- アドミラル・クズネツォフ級重航空巡洋艦
  - アドミラル・クズネツォフ （1991年-運用中）
  - ヴァリャーグ （1985年起工、1992年建造中止）
- ウリヤノフスク級原子力空母
  - ウリヤノフスク （1988年起工、1992年建造中止）